# Jeff Atwood
Ne doit pas être confondu avec Jett Atwood.
Pour les articles homonymes, voir Atwood.
Jeff Atwood est un développeur et entrepreneur américain. Il est connu pour être l'auteur du blog Coding Horror, être le cofondateur en 2008 du site Stack Overflow et du réseau Stack Exchange et être en 2013 le cofondateur du projet Discourse.

## Biographie

### Carrière
Atwood commence sa carrière de développeur informatique dans les années 80, avec du BASIC,. Dans les années 90, il passe la plupart de son temps à écrire du Pascal.
En 2004, il lance son blog personnel, Coding Horror. Le titre de son blog est inspiré d'une illustration dans son livre de programmation préféré, décrivant des schémas de conception dangereux. Après avoir demandé à l'auteur du livre, Atwood a pu utiliser l'image, représentant un homme hurlant d'horreur, comme logo pour son blog : « I asked, and Steve was kind enough to let me to use the image and the name for my blog ».
En 2005, il est embauché à Vertigo Software en Californie.
En 2008, il fonde avec Joël Spolsky le site de questions et réponses Stack Overflow, puis en 2009 il fonde la société portant le nom du site. Le réseau fait désormais partie des 150 sites les plus visités sur Internet.
Au début de l'année 2012, il quitte la société Stack Overflow pour avoir plus de temps pour sa vie privée.
En 2013, constatant que les technologies de forums de discussions n'ont pas changé depuis 10 ans, il lance avec Robin Ward et Sam Saffron le projet Discourse.

## Citation - Loi d'Atwood
En 2007, Jeff Atwood a fait la citation qui est communément appelée « la loi d'Atwood » :

« Toute application qui peut être écrite en JavaScript, sera tôt ou tard écrite en JavaScript. »